# Prelude to a willow tree
Prelude to a willow tree is een compositie van Vagn Holmboe.
Naast een hele ris symfonieën en strijkkwartetten schreef de Deense componist een tiental preludes voor kamerorkest, hier aangeduid als sinfonietta. Alle tien stukken zijn opgedragen aan musicoloog Robert Layton, die in zijn jaren de Scandinavische muziek trachtte te promoten in Engeland. De werken verschenen in een korte periode tussen 1986 en 1991; Holmboe, overleden in 1996, heeft ze overigens niet alle kunnen terugluisteren tijdens uitvoeringen.
Prelude to a willow tree is de vierde in de serie. Deze prelude in allegretto lijkt een wilg weer te geven die in de wind heen en weer gaat, maar met een onvoorspelbaar muziek. Het wordt weergegeven in een wiegende 12/8 maat, die hier en daar (althans voor het oor) omslaat in een strakke 4/4-maat.
De muziek werd vergeleken met muzikale pointillistische aquarellen, waarbij de invloed van de muziek van Carl Nielsen en Joseph Haydn niet ver weg is. 
Het werk ging in première in Hamilton in Canada; Boris Brott leidde het Hamilton Philharmonic op 22 september 1987.
Orkestratie
- 1 dwarsfluit, 1 hobo, 1 klarinet, 1 fagot
- 2 hoorns, 1 trompet
- 2 man/vrouw percussie, celesta
- 1 eerste viool, 1 tweede viool, 1 altviool, 1 cello, 1 contrabas